# Juupajoki
Juupajoki [ˈjuːpɑˌjoki] ist eine Gemeinde in der Landschaft Pirkanmaa im Westen Finnlands.

## Dörfer
Aakkola, Haavisto, Hirvijärvi, Hoivala, Hulipas, Höydes, Kihlala, Kokkila, Kopsamo, Lylyjärvi, Melli, Porvola, Pylkki (Pylkinautio), Pärri (Pärrinautio), Sahrajärvi, Sukkila, Voitila.

## Gemeindepartnerschaften
Juupajoki unterhält folgende Gemeindepartnerschaften:
- Nore og Uvdal (Norwegen), seit 1945
- Surahammar (Schweden), seit 1945
- Wahlstedt (Deutschland)
- Bjerringbro (Dänemark), seit 1945
- Puschkino (Russland)

## Söhne und Töchter der Gemeinde
- Verner Järvinen (1870–1941), Leichtathlet